# 威爾遜 (紐約州)
威爾遜（英語：Wilson）是一個位於美國紐約州尼亞加拉縣的鎮。

## 人口
根據2020年美國人口普查的數據，威爾遜的面積為133.29平方千米，當中陸地面積為127.96平方千米，而水域面積為5.33平方千米。當地共有人口5847人，而人口密度為每平方千米44人。